# Лая (приток Северной Двины)

Бассейн Северной Двины

Ла́я — река в России, протекает по территории Приморского района Архангельской области. Длина реки — 131 км, площадь водосборного бассейна — 2120 км².
Лая вытекает из небольшого озера у административной границы с Холмогорским районом. Впадает в Никольский рукав Северной Двины.
Притоки: Лита, Шухта, Еча (Яча).
Населённые пункты Приморского сельского поселения на Лае: Лайский Док, Чужгоры, Лая.
К бассейну реки относится озеро Андозеро.

## Топографические карты
- Лист карты Q-37-128,129,130 Архангельск. Масштаб: 1 : 100 000. Указать дату выпуска/состояния местности.
- Лист карты P-37-9-A,B — ФГУП «ГОСГИСЦЕНТР»